# Coroa egípcia

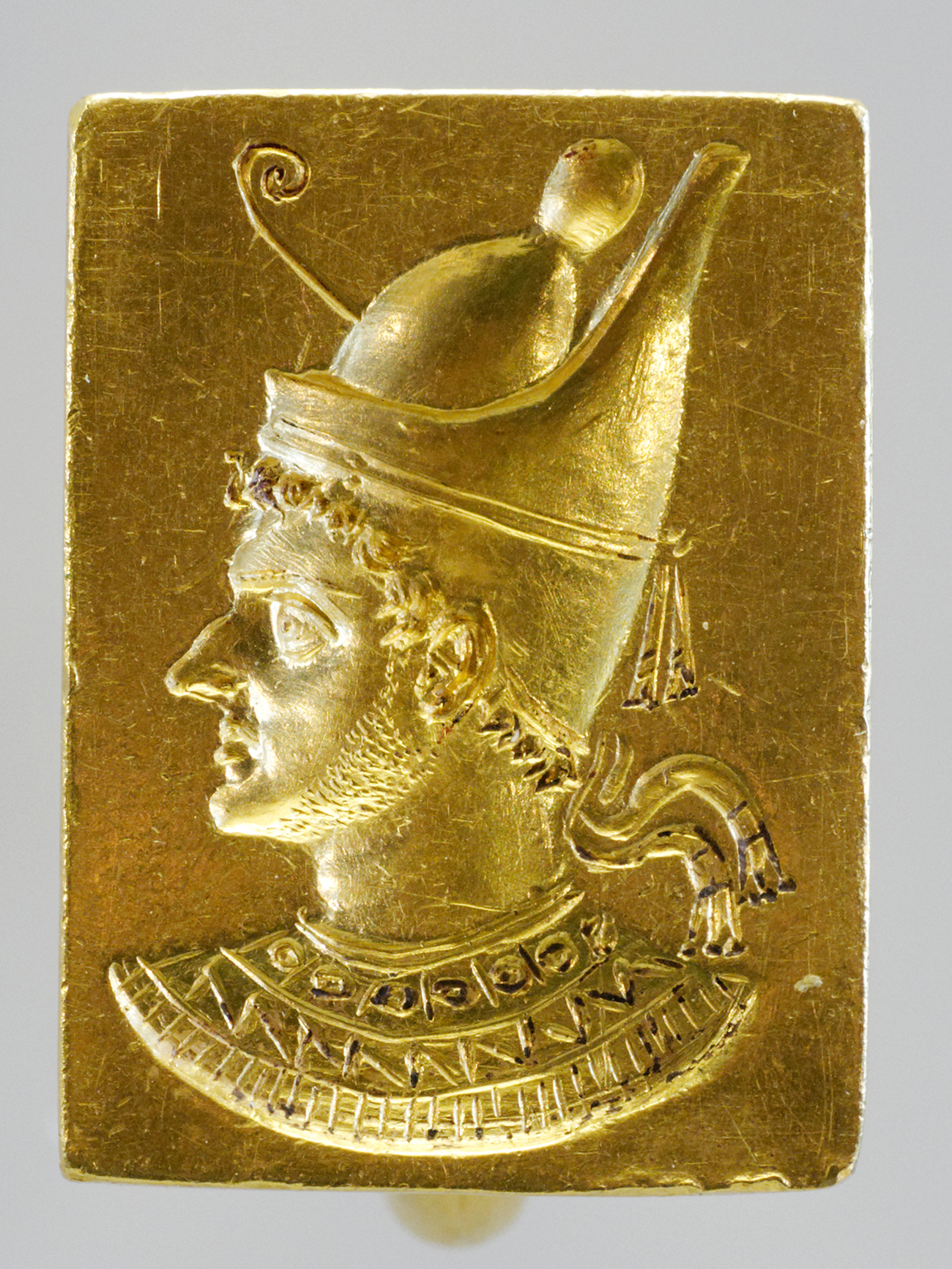
Anel do Faraó Ptolomeu VI usando a Dupla Coroa Pschent, 3a-2a aC. Os governantes Ptolomeus usavam o Pschent no Egito e em outros territórios usavam outra Coroa

As  Coroas Egípcias eram símbolos de poder dos Faraós, encontrando-se, igualmente, associadas aos deuses da mitologia egípcia, apresentando diferentes formas. A palavra egípcia para designa-la era Khau.

## Tipos de coroas
As coroas foram usadas como símbolos do poder pelos faraós do Antigo Egito e também para distinguir os diferentes deuses desta civilização. De complexidade ornamentais que evoluíram ao longo do tempo. Com base nas duas regiões, o Alto Egito (sul) e Baixo Egito (Delta do Nilo), você pode admirar as esculturas e pinturas faraós. Destes trabalhos pode-se distinguir as regiões donde procedia a nobreza. Durante o período pré-dinástico o Egito foi dividido em regiões, acima mencionadas, e foram unificadas pelo Faraó Menés, a partir da Era Dinástica. Cada região é identificada com uma coroa e tinha um deus particular.

### Coroa Branca: Hedjete

Hedjete

Representado Alto Egito,  foi nomeada  de Hedjete ou Uererete; tinha a estrutura tronco-cônica de cone com um topo arredondado. Ninguém sabe o material que foi confeccionada, mas pode ser de origem vegetal, portanto, seria verde, mas na iconografia egípcia é representada com a cor branca, Alto Egito. Conectado com o urubu da deusa Necbete.

### Coroa Vermelha: Dexerete

Dexerete

Representava o Baixo Egito, e foi denominada Dexerete, Mehes (a do norte), ou Nete (semelhante a deusa Neite), entre outros nomes. Era composta do mesmo material que a Coroa Branca, já que assim mostra os textos das pirâmides. Sua cor simbólica é o vermelho e aparece nas paredes do templo virado para o norte. De estrutura cilíndrica riscada, associada ao da abelha, (representante da Dinastia) e da deusa Neite. Estava relacionada às deusas Uto, Amonet e Neite. 

### Coroa Dupla: Sejemti ou Psexente

Sejemti

Representando o Alto e o Baixo Egito, ou seja, a União dos dois Reinos, a unificação do Egito. Na iconografia é representada como uma Coroa no Vermelho e Branco. Era chamado pelos egípcios Sejemti "dois poderosos".

### Coroa Atefe

Atefe

É uma forma mais complexa da Coroa Branca, e é composta por duas penas de avestruz, por vezes com dois chifres na sua base, ureu e um disco solar. Está representado em amarelo. Foi pensado para ajudar a reanimar o defunto. Ela também aparece nos textos das pirâmides. Estava relacionado com os deuses Osíris e Harsafés .

### CoroaHemhem
Estilo de um triplo Atef , e pode ser considerada uma variante da mesma. Significa a vitória do sol sobre as trevas, da juventude.  Na iconografia é representada com crianças.

### Coroa Jeprexe

Jeprexe

Tem a forma de um boné azul, sendo uma coroa de cerimonial, utilizada pelos Faraós em oferendas aos deuses. Foi feita de pano azul. Suspeita-se que ela poderia ter sido relacionada com a energia necessária para governar. Estava relacionado com a deusa Uerethekau.

### Coroa Xuti
Representado por duas penas de gavião, mas sofreu transformações, como a inclusão de dois chifres e um disco solar. Está relacionada com a união das Duas Terras , e as duas deusas Uto (Baixo Egito) e Necbete (Alto Egito). No Reino Novo converteu em uma Coroa usada somente pelas mulheres da Casa Real para a adoração divina .

## Hieróglifos
| S1 |

| S1 |

| S3 |

| S3 |

| S5 |

| S5 |

| S8 |

| S8 |

| S7 |

| S7 |

| S9 |

| S9 |